# Zelena Istra
Zelena Istra (tal. Istria verde) je nevladina i neprofitna javna udruga za zaštitu okoliša, osnovana 1995. u Puli.

## Djelovanje i projekti
Djelovanje joj je zasnovano na pokretanju i organiziranju akcija za zaštitu prirode i okoliša, poticanju sudjelovanja javnosti u donošenju odluka o zaštiti okoliša, edukaciji stanovništva, skrbi za dobrobit životinja te promicanju održiva razvoja. Suradnja s ostalim nevladinim organizacijama s područja zaštite okoliša ostvaruje se na trima razinama: regionalnoj, državnoj i međunarodnoj. Na državnoj razini surađuje sa Zelenim forumom (mrežom udruga za zaštitu okoliša Hrvatske), a članica je međunarodnih udruga The Royal Society for Prevention of Cruelty to Animals (RSPCA), South East European Environmental NGO Network (SEEENN) te međunarodne mreže udruga Adriatic GreeNet, koje je i suosnivač.
Najvažniji su njezini projekti na području očuvanja i gospodarenja okolišom: Zeleni telefon, Osnaživanje mreže zelenih telefona Hrvatske, Zelena agenda u Istri, Lokve u kršu – mreža vodenih biotopa, Zeleni forum, Zaštita i promicanje važnosti endemičnih livada morske cvjetnice Posidonia oceanica, Građani uređuju Pulu (GUP) i ekološke inicijative "Kud se koje smeće meće". Dobitnica je priznanja Ministarstva zaštite okoliša prostornog uređenja i graditeljstva za informiranje i obrazovanje za okoliš 2000. godine, te posebne povelje Gradskoga vijeća Grada Pule 2000. i Vlade Republike Hrvatske za poticanje i razvoj dragovoljnog rada u Republici Hrvatskoj 2001.
Financira se članarinama, sponzorstvima i donacijama iz Istre, Hrvatske i inozemstva.

## Vanjske poveznice
stranice Zelene Istre